# City of Maitland
City of Maitland är en stadskommun i Australien. Den ligger i delstaten New South Wales, i den sydöstra delen av landet, omkring 130 kilometer norr om delstatshuvudstaden Sydney. Antalet invånare var 77 305 vid folkräkningen 2016.
Följande samhällen finns i City of Maitland:
- Maitland
- East Maitland
- Rutherford
- Bolwarra Heights
- Bolwarra
- Lorn
- Raworth
- Largs
- Morpeth
- South Maitland
- Lochinvar
- Farley
- Millers Forest
- Gosforth